# Île-de-Sein
Île-de-Sein är en kommun i departementet Finistère i regionen Bretagne i västra Frankrike. Kommunen ligger i kantonen Pont-Croix som tillhör arrondissementet Quimper. År 2022 hade Île de Sein 280 invånare.

## Befolkningsutveckling
Antalet invånare i kommunen Île-de-Sein
Referens:INSEE